# Patton (canton)
Pour les articles homonymes, voir Patton.
Patton est un canton canadien de forme carré de la région de la Chaudière-Appalaches.  Il fut proclamé officiellement le 5 août 1871.  Il couvre une superficie de 15 210 hectares.
Le canton de Patton est divisé en 7 rangs, les quatre premiers possédant 50 lots et les trois autres en 51 lots. Il comprend la majorité de la municipalité de Sainte-Apolline-de-Patton.

## Toponymie
Le toponyme Patton est à la mémoire de William Randall Patton qui fut seigneur de la seigneurie de la Rivière-du-Sud et qui exploitait des concessions forestières dans la région dont le futur canton de Patton.